# Погарщинский сельский совет
Погарщинский сельский совет (укр. Погарщинська сільська рада) — входит в состав
Лохвицкого района
Полтавской области
Украины.
Административный центр сельского совета находится в 
с. Погарщина.

## История
- 1920 — дата образования.

## Населённые пункты совета
- с. Погарщина
- с. Дибровное